# Amomum pubescens
Amomum pubescens är en enhjärtbladig växtart som först beskrevs av Henry Nicholas Ridley, och fick sitt nu gällande namn av Elmer Drew Merrill. Amomum pubescens ingår i släktet Amomum och familjen Zingiberaceae. Inga underarter finns listade i Catalogue of Life.